# Рашка (регіон)
Рашка (або Стара Рашка) — регіон у південно-центральній частині Сербії, в Косові та північній частині Чорногорії.

## Підрайони
- Старі Влах (Стари Влах) — частина району Прібой, Нова Варош, Прієполє, Ужице, Чайтіна і Арільє, що входить до складу району Златибор, а також Іваніца, що входить до складу Моравського району.
- Пештер
- Південне Подріньє
- Рашка (річка)
- Сєніца Поле
- Руйно
- Златибор
- Плєвля Поле
- Надібар
- Драгачево
- Ібарський Колашін

## Назва
Назва походить від назви найважливішого форту регіону, Рас, який вперше з'явився в роботі візантійського історика Прокопія, як Арса до формування Сербії (Procopius, De aedificiis, IV 4). Згодом Рас став столицею і місцем першого єпископства Сербії (Єпархія Ріска та Прізрен). Назва єпископату з часом почала позначати всю територію під його юрисдикцією, а пізніше — під володінням Стефана I Нема́ня.  Рас було знову створено як столицю держави Рашка, в деяких випадках в історіографії її використовували для позначення Сербії початку 12 — початку 14 століття. Вона почала використовуватись як екзонім Сербії в західноєвропейських джерелах на початку 13 століття разом з іншими назвами, такими як Далмація та Славонія. Перше підтвердження появи назви Рашка знаходиться в статуті Котора (1186), в якому Стефан І Немань згадується як жупан Рашки. Незабаром після того Рашка (Rascia) став екзонімом для Сербії в західних джерелах (папські, німецькі, італійські, французькі тощо), часто в поєднанні з Сербією (Servia et Rascia). Проте така назва майже не зустрічається  у середньовічних сербських і візантійських джерелах.
Між 15-м і 18-м століттями термін Рашка (Rascia, Ráczság) був використаний для позначення південної низовини населених сербів (Raci), які влаштувалися там за часів пізнього середньовіччя, османський період і Великі сербські міграції з середньовічної Сербії, «Рач» зберігся як звичайне прізвище в Угорщині.

## Історія

### Середньовіччя
У середні віки цей регіон був центром Сербського князівства та Сербського Королівства, столицею якого колись було місто Рас (об'єкт світової спадщини) до 1265 року. У ранньому середньовіччі цей регіон включав частини сучасної південної Сербії, Косово, північної Чорногорії, Східної Герцеговини. Таку ж назву отримав муніципаліт, місто та район Рашка .
Рашка (лат. Rascia) була середньовічною областю, яка служила головною провінцією Сербського царства. Це був адміністративний поділ під прямим правлінням монарха, а іноді і як спілка. Цей термін використовується для позначення різних сербських держав протягом середньовіччя. Це було короноване місце, сидіння або розміщення наступних станів:
- Сербське князівство (768—960), короноване; державне і релігійне бачення (Єпархія Рашка і Прізрен)
- Катепанат Сербії та Тема Сірміоне (960—1043), Візантійська провінція
- Велике князівство Дукля (1043—1101), короноване місце; апатаж
- Велике князівство Сербія (1101—1217), Короноване місце
- Сербське королівство (1217—1345), короноване місце
- Сербська імперія (1345—1371), короноване місце
- Сербська деспота, короноване місце

В історико-географічному трактаті Костянтина Багрянородного (Порфірогенета) «Про управління імперією» (лат. De Administrando Imperio)  Рас згадується як важливе місто Сербії за часів  Часлава (Časlav Klonimirovic (927—960) біля кордону з Першим Болгарським царством. Сербія часто ототожнюється з Рашкою в сучасній історіографії, щоб відрізняти її від інших провінцій, керованих цими ранніми сербами: Захумлє, Травунія, Дукля і Паганія. Porphyrogenitus використовує Сербію як назву для континентальних районів Rascia та Боснії; хоча назва «всі сербські землі» позначається як екзонім.

### Сучасність
Між 1918 і 1922 роками район Рашка був одним з адміністративних одиниць Королівства сербів, хорватів  словенців. Його місце було в Нові Пазарі. У 1922 році нова адміністративна одиниця, область Рашка, була сформована з місцезнаходженням в Чачаку. У 1929 р. ця адміністративна одиниця була скасована, її територія була поділена між трьома новоствореними провінціями (банавінами). Цей регіон є частиною більшої «Старої Сербії» — регіону, що використовується в історичних термінах.

## Культура
Деякі з церков у західній Сербії та північно-східній частині Боснії були побудовані майстрами з Рашки.
- Старі Рас
- Церква святих апостолів Петра і Павла, Рас
- Архітектурна школа «Рашка»
- Градацький монастир
- Стара Павліка
- Нова Павліка
- Кончульський монастир